# Medaille „Für einwandfreien Dienst“

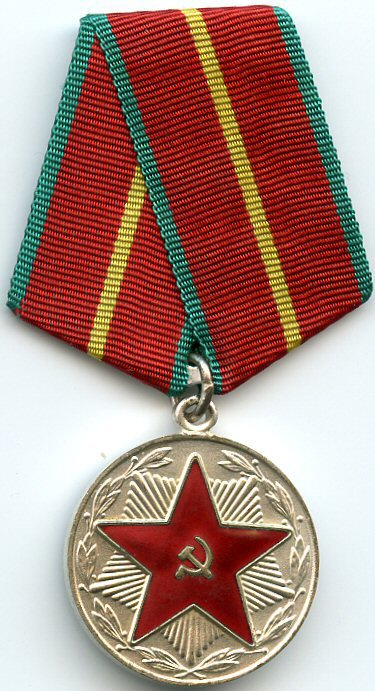
Medaille „Für einwandfreien Dienst“ 1. Klasse, Avers

Die Medaille „Für einwandfreien Dienst“ (russisch Медаль «За безупречную службу») war eine militärische Auszeichnung der ehemaligen Sowjetunion, welche am 14. September 1957 vom Präsidium des Obersten Sowjets der UdSSR zunächst in zwei, später drei Klassen gestiftet wurde, wobei die I. Klasse als die höchste zu betrachten war. Die Verleihung der Medaille erfolgte an die Angehörigen von drei bewaffneten Organe der UdSSR, so an die Truppen des Innern, den Truppen und Organen der Staatssicherheit der UdSSR sowie ab dem 25. Januar 1958 auch an die Angehörigen der Streitkräfte der UdSSR.

## Vorgeschichte
Von 1944 bis zur Stiftung der Medaille 1957 wurden Generäle, Offiziere und längerdienende Unteroffiziere für einwandfreien Dienst zumeist mit dem Leninorden, dem Rotbannerorden, dem Orden des Roten Sterns sowie der Medaille „Für Verdienste im Kampf“ geehrt. Mit der Stiftung der Medaille „Für einwandfreien Dienst“ wurde dieser Missstand aufgehoben und mit der Stiftung einer Medaille neu geregelt.

## Verleihungsbedingungen
Die so geschaffene Medaille „Für einwandfreien Dienst“ ist als Treuedienstmedaille oder Dienstauszeichnung anzusehen und konnte an alle Angehörigen der Roten Armee verliehen werden, wenn diese eine bestimmte Dienstzeit erfüllt hatten. Im Einzelnen konnte daher die
- I. Klasse für über 20-jährige einwandfreie Dienstzeit
- II. Klasse für über 15-jährige einwandfreie Dienstzeit sowie die
- III. Klasse für 10-jährige einwandfreie Dienstzeit

verliehen werden. Das Überspringen einer niedrigeren Klasse war möglich, wenn der Beliehene bereits die Verleihungsvoraussetzungen für eine höhere Klasse zum Zeitpunkt der Verleihung innehatte.

## Aussehen und Trageweise
Die Medaillen aller Klassen haben einen Durchmesser von 32 mm und bestehen aus Buntmetall (frühe Stücke der I. Klasse aus Silber). Die I. Klasse ist aus Silber oder versilbert, die II. Klasse versilbert und vergoldet und die III. Klasse vergoldet. Gestalter der Medaillen war N. I. Moskalew. Das Avers der Medaille I. Klasse zeigt mittig einen dominierenden Roten Stern mit Hammer und Sichel vor einem Strahlengebilde, der bei der II. und III. Klasse golden ist. Umschlossen wird die Symbolik dabei von zwei unten gekreuzten nach oben gebogenen offenen Lorbeerzweigen. Das Revers aller Medaillen zeigt mittig die vierzeilige Inschrift: За 10/15/20 Лет безупречной службы (Für 10, 15 oder 20 Jahre einwandfreien Dienst) sowie eine Umschrift, die, je nach verliehenen Bereich, unterschiedlich ist. Bei den Streitkräften der UdSSR lautet sie beispielsweise Вооруженные силы СССР (Streitkräfte der UdSSR). Daneben existieren noch eine Vielzahl anderer Umschriften, selbst auch Bezeichnungen einzelner Teilrepubliken. Wieder andere Medaillen haben gar keine Umschrift bzw. unterlagen während ihrer Geschichte ständigen Abwandlungen im Text.
Getragen wurde die Medaille an der linken oberen Brustseite des Beliehenen an einer pentagonalen roten Spange mit einem 2 mm breiten grünen Saum. In das Band der I. Klasse ist mittig ein 2 mm gelber senkrechter Mittelstreifen eingewebt, der bei der II. Klasse aus zwei und in der III. Klasse aus drei gelben Streifen besteht, die je 2 mm voneinander entfernt stehen. Die Interimspange ist von gleicher Beschaffenheit.